# 2,4,6-Tribromofenol
2,4,6-Tribromofenol (TBP) je brominisani derivat fenola. On se koristi kao fungicid, prezervativ drveta, i kao intermedijer u pripremi sredstava za gašenje požara.

## Produkcija
Mada je prirodni TBP identifikovan u okeanskim sedimentima kao metabolit morske faune, komercijalni produkt se priprema veštačkim putem. Po procenama iz 2001. svetska proizvodnja nadmašuje 9.500 tona godišnje. TBP se može pripremiti kontrolisanom reakcijom elementrnog broma i fenola: